# Gineciario
Se llama gineciario al artesano que entre los romanos trabajaban en el gineceo o taller de las mujeres en el interior de las casas. 
En los gineceos hacían los hombres el oficio de tejedores y de sastres de las labores que las mujeres hilaban y preparaban. En ocasiones, los príncipes condenaban a ejercer este oficio a los reos al igual que se hizo posteriormente destinándolos a galeras o a casas de corrección.  